# Concistori di papa Paolo IV

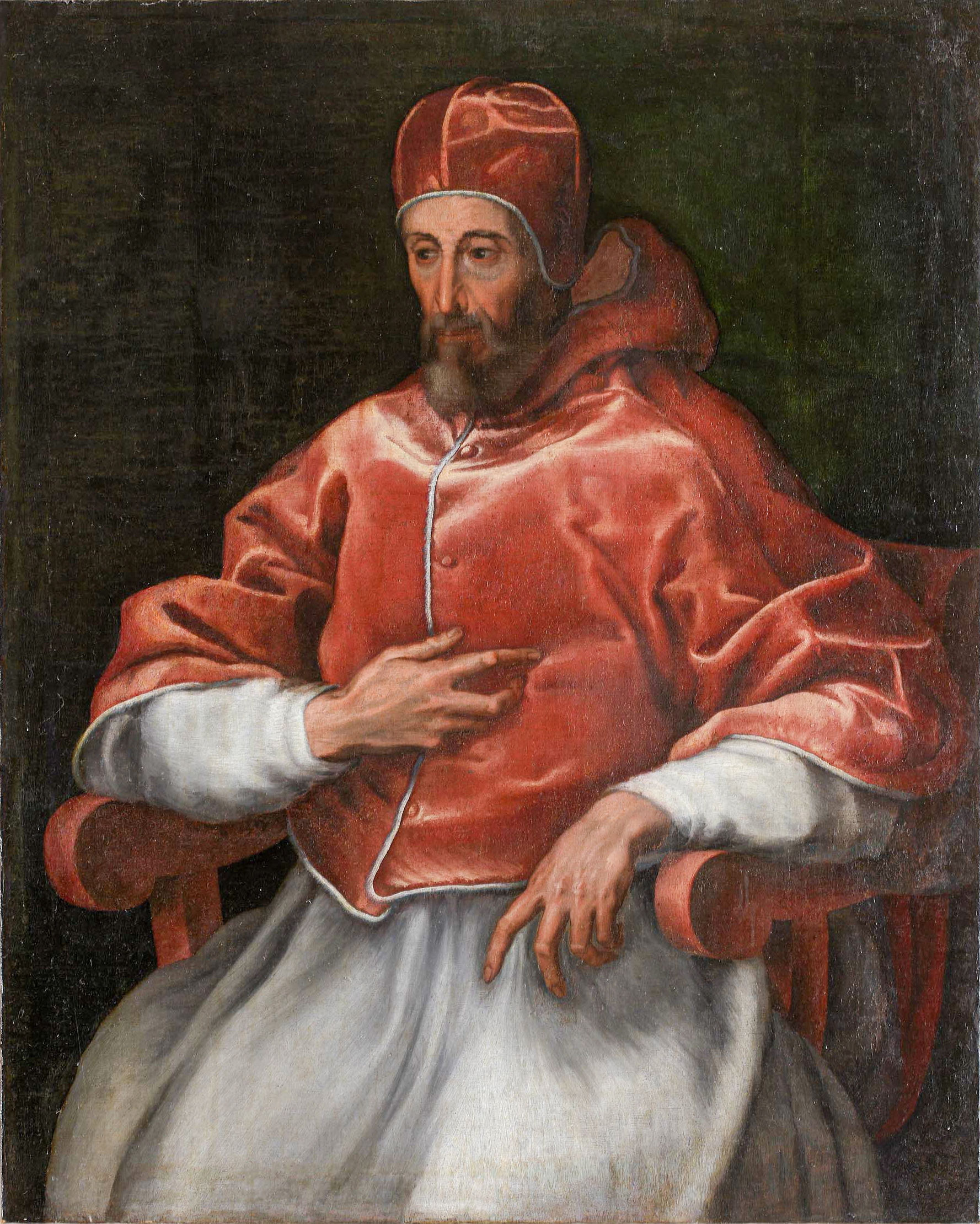
Papa Pio IV

Questa voce raccoglie l'elenco completo dei concistori per la creazione di nuovi cardinali presieduti da papa Paolo IV, con l'indicazione di tutti i cardinali creati (19 nuovi cardinali in 4 concistori). I nomi sono posti in ordine di creazione.

## 7 giugno 1555 (I)
- Carlo Carafa, nipote di Sua Santità, chierico di Roma; creato cardinale diacono dei Santi Vito e Modesto; deposto dal cardinalato e giustiziato il 4 marzo 1561 per omicidio ed eresia su ordine di papa Pio IV; la sua memoria viene riabilitata nel settembre 1567 da papa Pio V

## 20 dicembre 1555 (II)
- Juan Martinez Siliceo, arcivescovo di Toledo; creato cardinale presbitero dei Santi Nereo e Achilleo (morto nel maggio 1557)
- Gianbernardino Scotti, C.R.Theat., arcivescovo di Trani; creato cardinale presbitero di San Matteo in Merulana (morto nel dicembre 1568)
- Diomede Carafa, parente di Sua Santità, vescovo di Ariano; creato cardinale presbitero dei Santi Silvestro e Martino ai Monti (morto nell'agosto 1560)
- Scipione Rebiba, vescovo di Mottola e governatore di Roma; creato cardinale presbitero di Santa Pudenziana (morto nel luglio 1577)
- Jean Suau, vescovo di Mirepoix; creato cardinale presbitero di San Giovanni a Porta Latina (morto nell'aprile 1566)
- Johann Gropper, arcidiacono capitolare della Cattedrale di Colonia; creato cardinale diacono di Santa Lucia in Silice (morto nel marzo 1559)
- Gianantonio Capizucchi, uditore della Sacra Rota Romana; creato cardinale presbitero di San Pancrazio fuori le mura (morto nel gennaio 1569)

## 15 marzo 1557 (III)
- Taddeo Gaddi, arcivescovo di Cosenza, arciprete della Cattedrale di Firenze; creato cardinale presbitero di San Silvestro in Capite (morto nel dicembre 1561)
- Antonio Trivulzio, junior, vescovo di Tolone; creato cardinale presbitero dei Santi Giovanni e Paolo (morto nel giugno 1559)
- Lorenzo Strozzi, pronipote di Papa Leone X, vescovo di Béziers; creato cardinale presbitero di Santa Balbina (morto nel dicembre 1571)
- Virgilio Rosario, vescovo di Ischia; creato cardinale presbitero di San Simeone profeta (morto nel maggio 1559)
- Jean Bertrand, amministratore diocesano di Sens; creato cardinale presbitero dei Santi Nereo e Achilleo (morto nel dicembre 1560)
- Michele Ghislieri, O.P., vescovo di Sutri e di Nepi; creato cardinale presbitero di Santa Maria sopra Minerva; poi eletto papa con il nome di Pio V il 7 gennaio 1566; morto nel maggio 1572; santo
- Clemente d'Olera, O.F.M.Obs., ministro generale del suo Ordine; creato cardinale presbitero di Santa Maria in Ara Coeli (morto nel gennaio 1568)
- Alfonso Carafa, pronipote di Sua Santità, canonico capitolare della Cattedrale di Napoli, protonotario apostolico; creato cardinale diacono di San Nicola fra le Immagini (morto nell'agosto 1565)
- Vitellozzo Vitelli, vescovo eletto di Città di Castello; creato cardinale diacono dei Santi Sergio e Bacco (morto nel novembre 1568)
- Giovanni Battista Consiglieri, protonotario apostolico, presidente della Camera Apostolica; creato cardinale diacono di Santa Lucia in Septisolio (morto nell'agosto 1559)

## 14 giugno 1557 (IV)
- William Peto, O.F.M.Obs., vescovo di Salisbury, confessore di Maria I, regina d'Inghilterra; creato cardinale presbitero (morto nell'aprile 1558, senza aver mai ricevuto il titolo)

## Fonti
- (EN) Current and historical information about the Bishops and Dioceses of the Catholic Hierarchy around the world, su catholic-hierarchy.org.
- (EN) Salvador Miranda, Paul IV, su fiu.edu – The Cardinals of the Holy Roman Church, Florida International University. URL consultato il 31 luglio 2015.